# Gino Cereseto
Gino Cereseto (Genova, 10 marzo 1925 – ...) è stato un calciatore italiano, di ruolo attaccante.

## Caratteristiche tecniche
Giocava come ala sinistra.

## Carriera
Inizia la carriera nella Bolzanetese, con cui nella stagione 1945-1946 vince il campionato di Prima Divisione ligure. Successivamente nella stagione 1946-1947 mette a segno 12 gol in 32 presenze in Serie B con la maglia del Savona, società con cui nella stagione 1947-1948 gioca invece 2 partite in Serie C. A fine anno passa all'Arsenale Messina, sempre in Serie C; con il club siciliano nella stagione 1948-1949 realizza 17 reti in 29 presenze in terza serie, mentre nella stagione 1949-1950 totalizza 28 presenze e 13 reti, sempre in Serie C con l'Arsenale Messina.
A fine anno si trasferisce allo Stabia, con cui nella stagione 1950-1951 vince il campionato di Serie C, ottenendo la promozione in Serie B, la prima nella storia del club campano; in particolare, Cereseto il 17 giugno 1951 segna una doppietta nello spareggio promozione vinto per 2-0 dai gialloblù contro il Foggia Gioca con i campani anche nella stagione 1951-1952, che si conclude con il ventesimo ed ultimo posto in classifica in Serie B della squadra, che retrocede pertanto in terza serie; Cereseto nell'arco della stagione gioca 13 partite di campionato, segnando anche una rete. Rimane poi in rosa anche durante la stagione 1952-1953, nella quale segna 3 gol in 27 presenze in Serie C; milita infine in terza serie anche nel corso della stagione 1953-1954, con la maglia della Carbosarda.

## Palmarès

### Club

#### Competizioni nazionali
- Serie C: 2

Savona: 1947-1948
Stabia: 1950-1951

#### Competizioni regionali
- Prima Divisione: 1

Bolzanetese: 1945-1946